# سنگ‌چشم سومالی
سنگ‌چشم سومالی با نام علمی Lanius somalicus گنجشک‌سانی از تیرهٔ سنگ‌چشمیان آفریقایی است که در بوته‌زارهای خشک نواحی گرمسیری و نیمه گرمسیری اتیوپی، جیبوتی، سومالی و کنیا یافت می‌شود.